# Manila Central Post Office
Het Manila Central Post Office is het hoofdpostkantoor van Manilla, de hoofdstad van de Filipijnen. Het dient als het hoofdkantoor van het staatspostbedrijf Philippine Postal Corporation en is de voornaamste sorteerplaats voor poststukken. Het staat op de zuidoever van de Pasig in de historische wijk Intramuros.
Het gebouw in neoklassieke stijl werd ontworpen door Juan Arellano en kwam gereed in 1926, tijdens de Amerikaanse overheersing. Het postkantoor werd zwaar beschadigd tijdens de slag om Manilla tijdens de Tweede Wereldoorlog, maar werd in 1946 gerestaureerd. In mei 2023 heeft een omvangrijke brand het gebouw getroffen, die meer dan zeven uur duurde voordat deze onder controle was. Er waren zeven lichte verwondingen gemeld, voornamelijk onder de brandweerlieden.